# Franck Dépine
Franck Dépine (* 11. April 1959 in Lyon) ist ein ehemaliger französischer Bahnradsportler und zweifacher Weltmeister.
Franck Dépine war einer der besten Tandemfahrer der Welt Ende der 1970er und zu Beginn der 1980er Jahre. Zweimal wurde er Weltmeister im Tandemrennen: 1979 mit Yavé Cahard und 1983 mit Philippe Vernet. Zweimal errang er bei Bahn-Weltmeisterschaften zudem die Silbermedaille im Tandemrennen, 1983 mit Yvon Cloarec und 1984 mit Vernet. 1984 startete Dépine bei den Olympischen Sommerspielen in Los Angeles im Sprint, konnte sich jedoch nicht platzieren. Achtmal wurde er französischer Meister in verschiedenen Bahnradsport-Disziplinen.